# Prostituição no Brasil

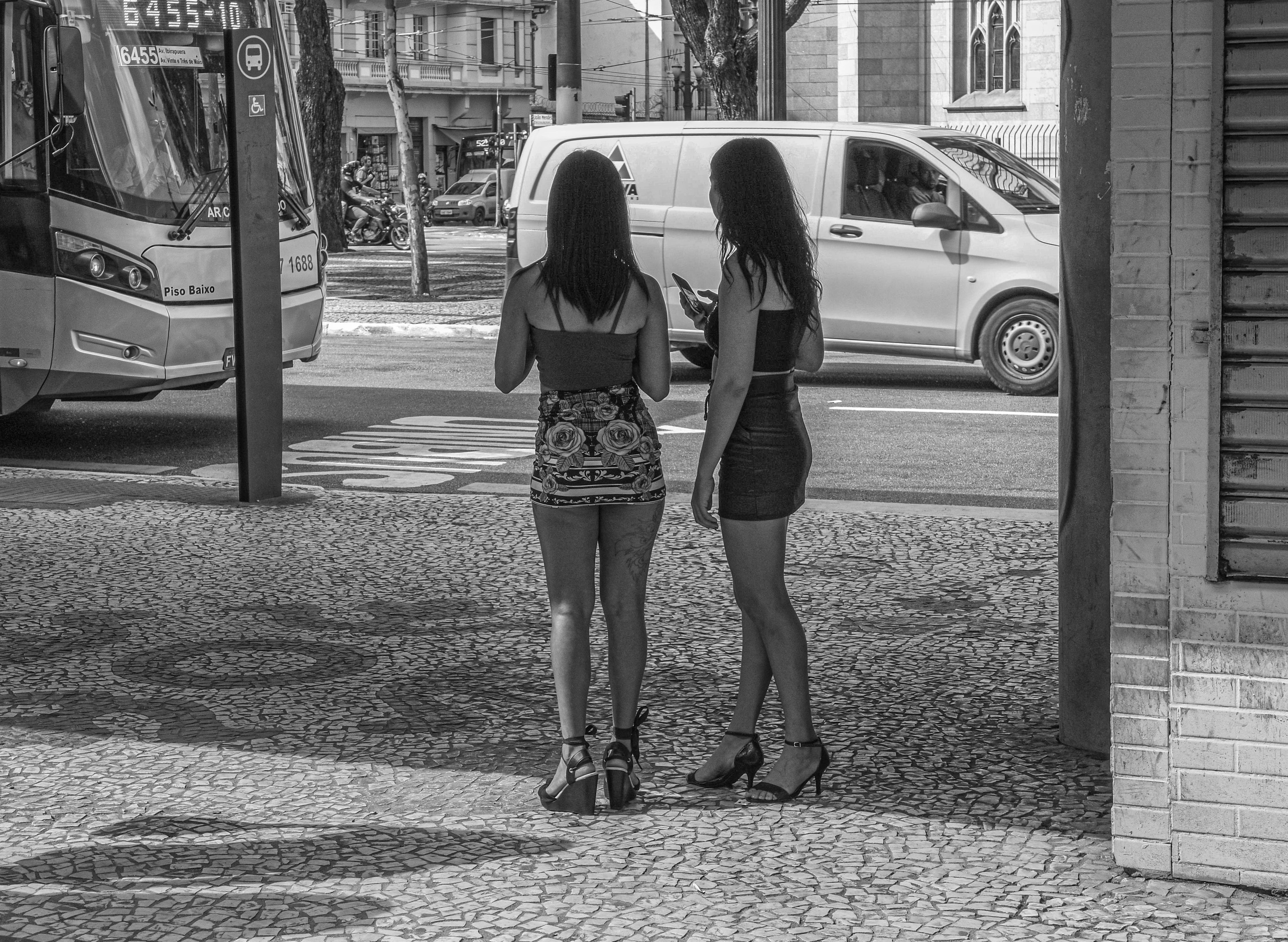
Garotas de programa em São Paulo

A prostituição no Brasil é uma ocupação profissional reconhecida pelo Ministério do Trabalho desde 2002, que não possui restrições legais enquanto praticada por adultos. No país, o turismo sexual é um problema apontado tanto pelo governo local quanto órgãos internacionais, como a UNICEF no caso da prostituição infantil, problema que atingia mais de 1000 municípios e cerca de meio milhão de crianças em levantamentos de 2005. Desde 2004, o crime de prostituição de crianças e adolescentes tem aumentado, o que levou o governo a lançar diversas campanhas governamentais contra a prostituição infantil.
O relatório de 2010 do Departamento de Estado dos Estados Unidos cita o Brasil como "fonte de homens, mulheres, meninos e meninas para prostituição forçada no país e no exterior". O levantamento inclui o trabalho forçado relacionado ao tráfico de mulheres feito por organizações criminosas de Goiás de onde partem meninas e mulheres para países como Espanha, Itália, Reino Unido, Portugal, Suíça, França, Estados Unidos e Japão. Também há indícios de formação de redes de prostituição forçada em países vizinhos como Suriname, Guiana Francesa, Argentina e Paraguai.
Na Espanha e Rússia organizações criminosas estão montadas para o tráfico sexual forçado de brasileiras e também de brasileiros.

## Dimensão
Uma pesquisa publicada em 2013 pelo UNAIDS estimou que havia 546.848 prostitutas no país.
A exploração da prostituição de crianças e adolescentes no Brasil é generalizada e um problema grave. O país é considerado o segundo pior em tráfico sexual infantil no mundo, atrás apenas da Tailândia, com uma estimativa de 250.000 crianças envolvidas. Esse fenômeno está fortemente relacionado aos altos níveis de pobreza e desigualdade econômica em algumas regiões do país. Segundo o relatório recentemente publicado pelo Protection Project, várias fontes oficiais concordam que entre 250.000 e 500.000 crianças vivem como prostitutas infantis.
ONGs e autoridades relatam que alguns policiais ignoram a exploração de crianças no tráfico sexual, frequentam bordéis e roubam ou agridem mulheres em situação de prostituição, dificultando a identificação das vítimas de tráfico sexual.
O governo brasileiro tem atuado de forma rigorosa para reprimir a prostituição infantil.

## Regulamentação
A prostituição em si (troca de sexo por dinheiro) no Brasil é legal, pois não há leis que proíbam o trabalho sexual adulto, mas é ilegal operar um bordel ou empregar trabalhadores do sexo de qualquer forma.
As casas de prostituição podem ser ilegais, mas não são incomuns no Brasil. Muitas delas estão envolvidas em corrupção e exploração sexual. Em 2013, o deputado federal Jean Wyllys apresentou o Projeto de Lei Gabriela Leite, que visa regulamentar a profissão e os direitos dos trabalhadores do sexo.
Em 2002, a pressão da organização de trabalhadoras sexuais Davida contribuiu para que o Ministério do Trabalho do Brasil incluísse "trabalhador do sexo" em sua lista oficial de ocupações. O trabalho sexual profissional não é regulamentado de nenhuma forma (não há exames médicos obrigatórios, licenças emitidas, etc.), mas trabalhadores do sexo e garotas de programa podem contribuir para o fundo de previdência do governo e receber benefícios ao se aposentarem.
Fernando Gabeira, fundador do Partido Verde, foi uma voz ativa na defesa dos direitos dos trabalhadores do sexo no Brasil e apresentou no Congresso um projeto de lei para reconhecer a prostituição como profissão. O projeto foi rejeitado em 2007.
Trabalhadores do sexo no Brasil têm feito campanha pela revogação das leis que criminalizam a manutenção de casas de prostituição e o aliciamento. Essas infrações podem resultar em penas de dois a cinco anos de prisão. Eles reivindicam o direito de pagar benefícios sociais e obter os mesmos privilégios que outros trabalhadores. A Rede Brasileira de Prostitutas manifestou sua insatisfação com a Quarta Conferência Mundial sobre a Mulher em Pequim por sua condenação da prostituição. A líder da rede, ex-prostituta e socióloga Gabriela da Silva Leite, afirmou que teve aulas com o sociólogo Fernando Henrique Cardoso na Universidade de São Paulo, que mais tarde se tornou presidente do Brasil.

### Site governamental
O site do governo sobre trabalhadores do sexo, Cartilha sobre Profissionais do Sexo do Ministério do Trabalho e Emprego do Brasil, que descreve a prostituição como uma atividade laboral, tem sido alvo de controvérsias, com alguns acusando o governo de incentivar a prostituição profissional. No entanto, esse não é o objetivo do site. Em vez disso, o portal do Ministério do Trabalho apenas lista as características da prostituição como trabalho, ou seja, o que um profissional do sexo geralmente faz em sua atividade. O site não incentiva nem "aconselha" a prostituição.
No final de 2008, a imprensa noticiou que um funcionário do governo anunciou que o site seria "suavizado" após críticas da mídia. O professor de direito Luiz Flávio Gomes declarou ao jornal O Globo, em sua edição online, que "o que está no site dá a impressão de uma apologia à exploração sexual".
"Profissional do sexo" é descrito da seguinte forma: "Eles [os trabalhadores do sexo] atuam por iniciativa própria, nas ruas, bares, boates, hotéis, portos, rodovias e em garimpos (áreas de extração de ouro). Exercem sua atividade em diferentes ambientes: ao ar livre, em locais fechados e dentro de veículos, em horários irregulares. No exercício de suas funções, podem estar expostos a gases de veículos, intempéries, poluição sonora e discriminação social. Além disso, há riscos de contrair doenças sexualmente transmissíveis, sofrer maus-tratos, violência nas ruas e até morte."

## Prostituição e exploração sexual de menores
Um balanço da Polícia Rodoviária Federal divulgado em 2010 aponta a existência de 1.820 pontos de risco de exploração sexual de crianças e adolescentes no país, sendo 67,5% deles localizados em áreas urbanas. Os locais não necessariamente indicam a prostituição, mas o de elementos catalisadores como bebida alcoólica, presença de iluminação e escassa atuação de conselhos tutelares.
A maior concentração está no Nordeste, com 545, seguida pela região Sul com 399 pontos de risco. Em seguida vêm as regiões Sudeste, com 371, o Centro-Oeste, com 281 pontos. A região Norte, com 224 pontos, é a última do ranking.

## História

### Prostituição e escravidão

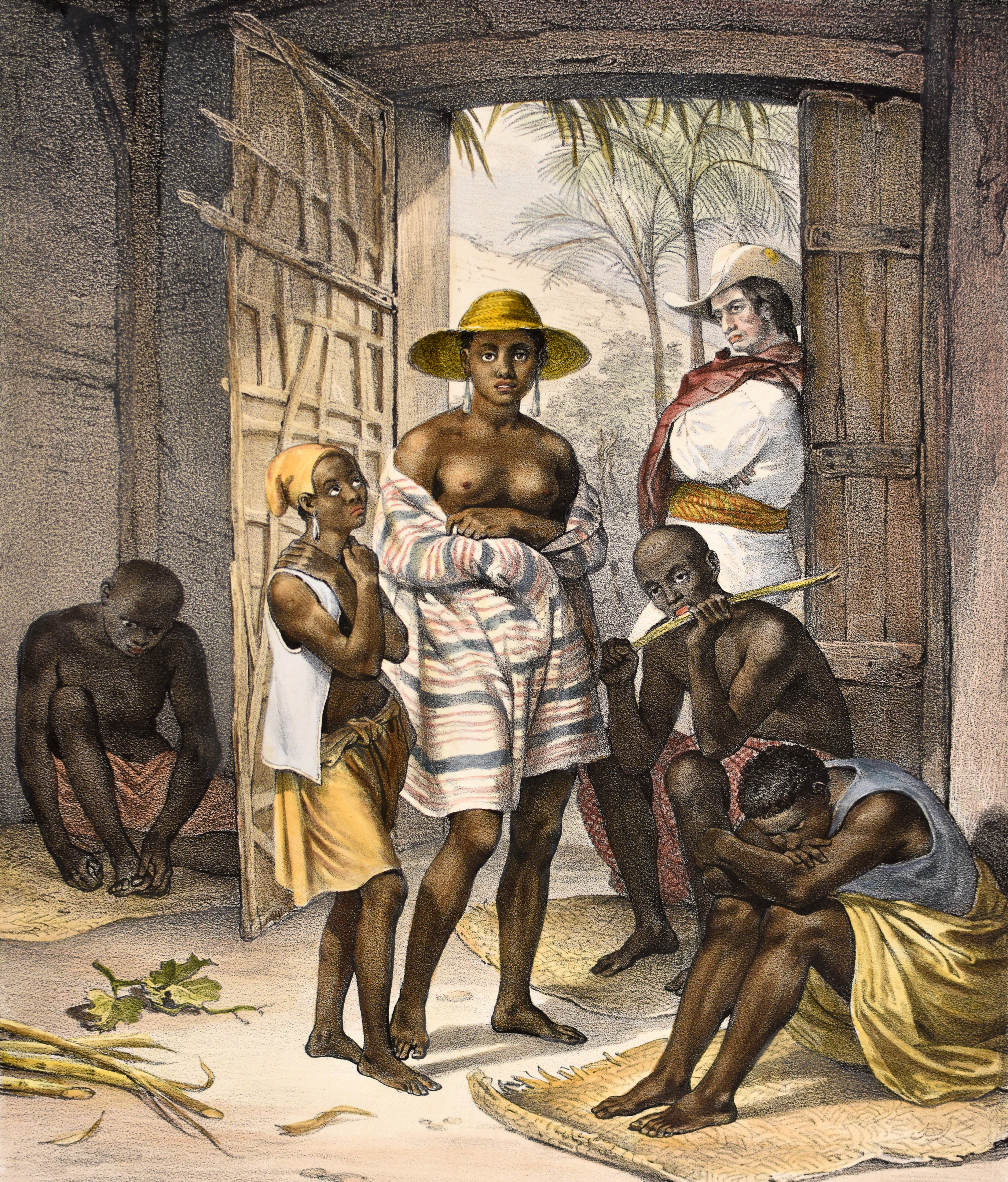
Retrato de uma escrava por Rugendas, 1835

Depois da tentativa de escravizar os índios, que teve pouco sucesso, os portugueses  começaram no século XVI a importar escravos negros da África para o Brasil. As escravas tinham de servir aos seus donos também com seus corpos, e também a feitores, visitantes, mercantes, artesãos viajantes e outros se o dono o exigisse.  Disso foi só um pequeno passo para a prostituição das escravas negras e mulatas. Escravos eram considerados coisas ou mercadorias e não pessoas e tratados em muitos sentidos como animais. Por isso não eram protegidos por leis e podiam ser explorados quase sem limites. Também não existia lei contra o emprego de escravas menores nos prostíbulos. Muitos donos mandavam seus escravos na rua para ganhar dinheiro pela venda de doces ou outros produtos e serviços, e com a maior naturalidade meninas e mulheres escravas eram enfeitadas com fitas coloridas e tinham que oferecer seus próprios corpos, às vezes já logo no começo da puberdade. As meninas, moças e mulheres escravas tinham que trabalhar em prostíbulos, esperavam nas janelas das casas de seus próprios donos, ou recebiam de seus senhores ou senhoras uma carta de permissão para poderem ficar de noite na rua, de onde tinham que voltar na madrugada com uma quantia mínima ganha pelo sacrifício de seu corpo e seu pudor, caso contrário recebiam os castigos costumeiros. Na primeira parte do século XIX compravam-se as escravas destinadas para a prostituição diretamente de negreiros ou na África. Depois da extinção do tráfico de escravos oficial entre a África e a América, cafetões e bordéis eram abastecidos pelas grandes fazendas de escravos em Minas Gerais e no Nordeste. Os cafetões, que eram muitas vezes antes ciganos pobres ou pequenos criminosos,  enriqueciam e viviam "na maior insolência no meio de sua penca de escravas sexuais negras, jovens e submissas." Também nos anúncios em jornais, quando ofereciam escravas domésticas, destacavam sem vergonha qualidades como submissão e habilidades sexuais das meninas negras "bem educadas".
No século XIX existiam quatro tipos principais de prostitutas. Em primeiro lugar as supracitadas negras e mulatas, que se prostituíam coagidas pelo seus donos. Às vezes tinham que entregar tudo o que arrecadavam, outros podiam como incentivo ficar com uma pequena parte, e muitas tiveram que trazer cada dia uma soma mínima, caso contrário eram castigadas com tapas, cacetadas, chibatadas, chicotadas ou eram torturadas de outra maneira. A segunda categoria era formada por mulheres e meninas livres, que viviam na miséria em casebres ruins e se prostituíam neles ou na rua. Muitas vezes eram ex-escravas ou as filhas delas. A terceira categoria eram as garotas e mulheres do exterior vendidas para traficantes ou aliciadas por promessas falsas de casamentos ou trabalho em casa e mandadas para o Brasil. Eram livres pela lei, mas presas pelas dívidas que os traficantes e cafetões anotavam em suas contas e por isso tratadas como escravas, trancadas nos prostíbulos e castigadas sem dó, quando não conseguiam ganhar as cotas mínimas estipuladas pelos cafetões. A quarta categoria era constituída por prostitutas de luxo, principalmente francesas, que possuíam casas grandes, carruagens e frequentavam teatros e eventos cheias de jóias de ouro.
A polícia era conivente e frequentemente ajudava aos donos de prostitutas, mas havia também líderes da polícia que tentaram combater a exploração de escravas na prostituição, alegando que "ninguém teria o direito de abusar de sua propriedade e, muito menos, quando consiste em criaturas humanas". Exigiam que o dono que abusasse de sua escrava de tal maneira, perderia o direito de ser seu senhor e a escrava estaria livre. Em algumas campanhas foram liberadas escravas por essa regra, mas mais tarde a polícia recuou diante dos advogados dos donos de escravas defendendo sua propriedade. Famoso virou o caso da escrava Catarina Parda, que, com 17 anos de idade, foi comprada e prostituída à força e com castigos corporais por uma senhora, a quem ela tinha que entregar todo o dinheiro. Depois de uma investigação da polícia a escrava teve que prestar depoimento na delegacia, mas a senhora dela apresentou mais tarde um habeas corpus e a polícia teve que devolver a escrava à senhora cruel.
Porém, a exploração desinibida das escravas como prostitutas sem direitos era também um argumento forte empregado a favor da abolição no século XIX. Em 1871, a Lei do Ventre Livre determinou que crianças de escravas já nasciam livres, e regulava também, que escravos poderiam ter uma poupança, que não podia ser confiscada pelo senhor. Com ela eles podiam comprar a si mesmos ganhando assim a liberdade. Essa lei implicou um novo incentivo para as escravas se prostituirem, porque podiam poupar a sua parte ou pelo menos as gorjetas. Geralmente não havia muita inibição para se prostituirem, porque as escravas sabiam desde a infância que seu corpo podia ser abusado por outros e estavam acostumadas a estupros. A guarda da poupança dos escravos era, porém, responsibilidade do senhor, e este podia sempre à maneira dos cafetões manipular as contas e diminui-las com despesas e multas verdadeiras ou inventadas. Algumas escravas prejudicadas tiveram a coragem de levar o assunto até a justiça, onde apresentaram fregueses como testemunhas para provarem que eram prostitutas trabalhadoras e boas que ganharam certamente mais dinheiro do que a mixaria anotada na contabilidade do seu senhor.

### O auge da prostituição no século XX
Depois do fim da escravidão oficial muitas ex-escravas e suas filhas e netas tentaram achar um sustento pela prostituição. A elas ajuntavam-se cada vez mais garotas provindas das regiões pobres da Europa, principalmente judias do leste da Europa, albanesas, mulheres e garotas do Império Habsburgo, mas também francesas e italianas para os homens com melhor poder aquisitivo. Dessa época tratam muitos livros do escritor Jorge Amado, nos quais existem muitas vezes mais prostitutas do que outras mulheres. Alcançou o auge em 1930, quando os prostíbulos do Rio de Janeiro eram famosos no mundo inteiro; o bordel Casa Rosa é hoje um centro de cultura.

### Polacas: a prostituição forçada de judias no Brasil
Um capítulo especial é a tragédia das prostitutas judias no Brasil. Em 1867 desembarcaram no Rio de Janeiro as primeiras setenta judias da Polônia aliciadas por promessas falsas e abusadas como prostitutas. Seguiam depois de um sucesso financeiro extraordinário para os traficantes muitas outras judias da Rússia, Lituânia, Império Habsburgo, França e outros países, que o povo chamou sumariamente de polacas. Milhares de mulheres viraram vítimas da máfia judaica Zwi Migdal, que possuía milhares de prostíbulos no mundo inteiro. Seus membros, na maioria cafetões experientes e treinados, apresentavam-se como comerciantes ricos em busca de noivas. As mulheres, que acreditavam na farsa, eram traficadas para os Estados Unidos e a América do Sul, onde eram forçadas a se prostituir.
Em 1931 o Brasil possuía mais de 400 bordeis administrados por judeus. Em 1936 o escritor Stefan Zweig visitou Rio de Janeiro e Zona do Mangue, o bairro dos judeus, e escreveu sobre a miséria dessas mulheres, mas anotou também, que elas prometiam as coisas mais excitantes e perversas. Essas prostitutas continuavam judias crentes e fundaram uma comunidade religiosa que possuía  cemitério e sinagoga, onde celebravam as festas judaicas. Os cafetões eram patrocinadores do teatro judaico e sentavam-se, com suas melhores prostitutas, na primeira fila, para que as garotas fossem notadas por clientes ricos.
Em memoria dessas mulheres, a comunidade judaica celebrou, em 2007, uma cerimônia de Shabbat no centro cultural da Lapa, mas, segundo o rabino do Rio, Nilton Bonder, existem ainda muitos preconceitos contra essas mulheres. Também foi apresentada a peça teatral  Polacas, as prostitutas judias.

### Últimos anos

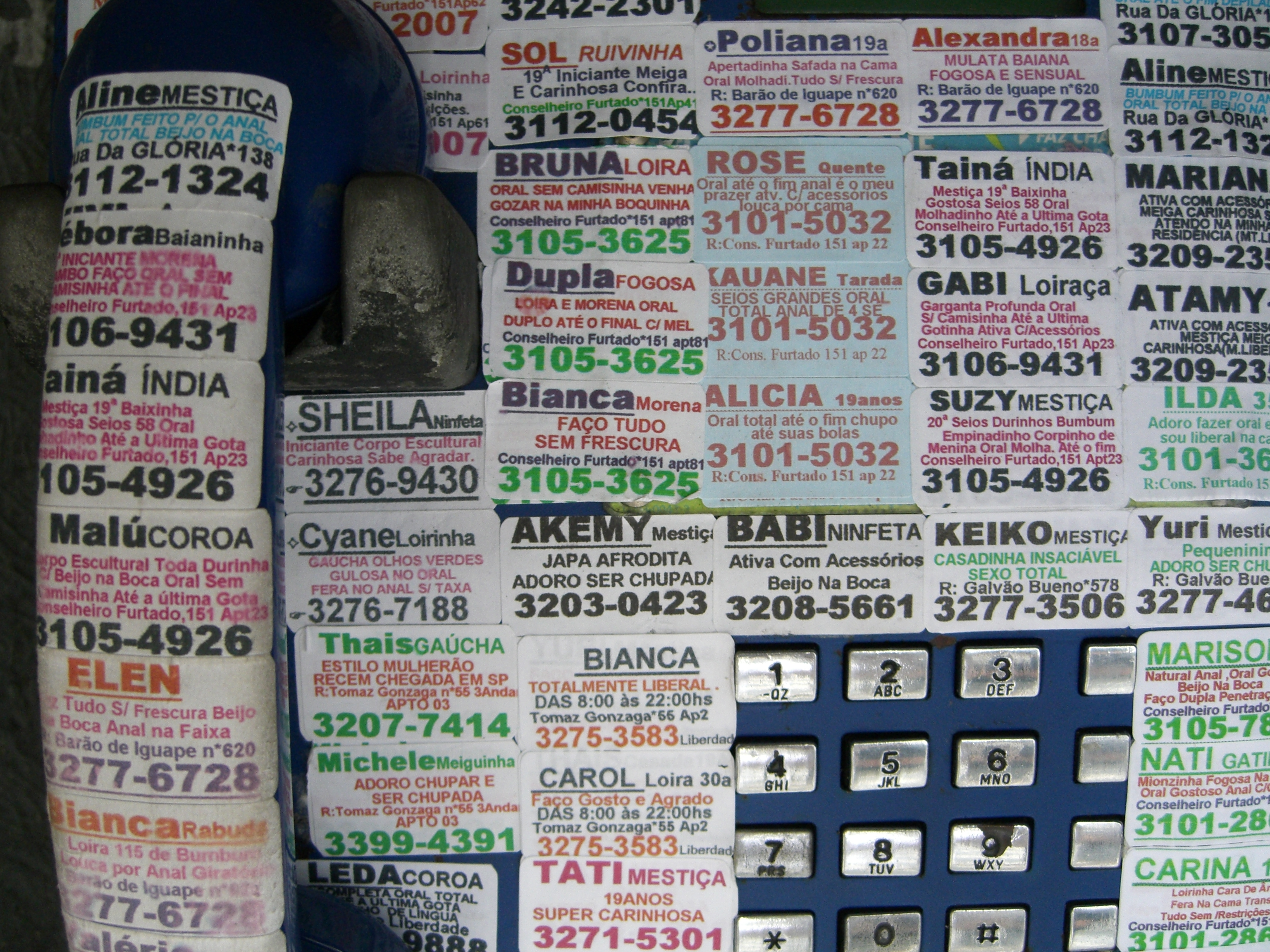
Adesivos em um telefone público anunciando serviços de prostitutas

De acordo com uma pesquisa realizada em 1998, 64% da população considerava o trabalho sexual imoral e acreditava que deveria ser ilegal, enquanto 29% o viam como uma profissão como qualquer outra. Cinquenta e nove por cento (64% das mulheres) acreditavam que as profissionais do sexo exerciam essa atividade porque gostavam.
Nos anos 2000, a trabalhadora do sexo Bruna Surfistinha ganhou atenção da mídia por meio de seu blog, onde relatava suas experiências com clientes. Ela se tornou famosa e escreveu uma autobiografia em 2005, O Doce Veneno do Escorpião. Uma das principais ativistas pelos direitos das prostitutas foi Gabriela Leite (1951–2013), uma trabalhadora do sexo que liderou a campanha para que o trabalho sexual fosse reconhecido como profissão, garantindo o acesso das profissionais ao sistema previdenciário. Ela fundou a organização Davida, voltada para os direitos das trabalhadoras do sexo. Existem diversas outras organizações no país, incluindo a Rede Brasileira de Prostitutas.
O estado de Minas Gerais abriga a Associação das Prostitutas de Minas Gerais (Aprosmig). A associação ganhou destaque ao promover um concurso anual em Belo Horizonte para eleger a "Miss Prostituta". Também organizou cursos de inglês para prostitutas antes da Copa do Mundo FIFA de 2014 e dos Jogos Olímpicos de Verão de 2016. Como parte de uma de suas iniciativas, trabalhadoras do sexo que atuavam nas ruas de Belo Horizonte passaram a aceitar pagamentos com cartão de crédito. A Aprosmig também administra um pequeno museu do sexo.
Os principais bairros conhecidos pelo comércio sexual no Brasil são a Vila Mimosa, no Rio de Janeiro, e a Rua Augusta, em São Paulo. Já a Rua Guaicurus, em Belo Horizonte, é um dos centros mais movimentados do setor. No local, centenas de mulheres seminuas se apresentam nas portas de pequenos quartos para atrair clientes. Os valores cobrados são baixos, mas algumas prostitutas atendem mais de 20 clientes em turnos de 12 horas. Para cobrir o aluguel do quarto, uma profissional precisa realizar entre quatro e quinze atendimentos. Os quartos são pequenos, mal ventilados, escuros e, na maioria dos casos, não possuem banheiro.
Em abril de 2021, muitas prostitutas em Minas Gerais participaram de uma paralisação com o objetivo de serem reconhecidas como grupo prioritário para a vacinação contra a COVID-19.

## Prostituição na Internet e Jornais
Hoje são cada vez mais comuns os sites que divulgam o trabalho de garotas de programa. Muitas optam por construir blogs próprios a fim de evitarem os pagamentos mensais, quinzenais ou até semanais para a divulgação de suas fotos em site especializados. Outras preferem o retorno mais garantido que o anúncio em sites específicos promete dar.
Outra pratica muito comum no Brasil é a divulgação da prostituição em classificados de jornais, esta atividade é comumente praticado por jornais de todos os estados brasileiros. O estado do Rio de Janeiro saiu na frente e através da aprovação do Projeto de Lei 2235/2005 (Projeto aprovado dia 10 de outubro de 2013) de autoria do deputado estadual Fabio Silva, proibiu esse tipo de anúncios em Jornais e Revistas do estado.
A pratica de prostituição tem ganhado novas vertentes, uma delas são a divulgação de ensaios sensuais em sites de prestação de serviço de classificados especializados em anunciar Modelos Fotográficas, esta forma é uma pratica de divulgação desses serviços que abrangem o público adulto na internet.
Existem sites especializados, destina-se a divulgação de ensaios sensuais. Estes não intermediam nenhum contrato da ou do acompanhante. Seu conteúdo é voltado somente para maiores de 18 anos.

## Rede Brasileira de Prostitutas
No Brasil existe a Rede Brasileira de Prostitutas. Em 2007 criticou a ação de um grupo de jovens que espancaram a empregada doméstica Sirley Dias de Carvalho, alegando ter confundido com uma prostituta.

## HIV/AIDS
Em 2003, estimava-se que cerca de 6% das trabalhadoras do sexo no Brasil estavam infectadas com HIV. Gabriela Silva Leite, diretora executiva da organização Direitos Civis das Prostitutas, afirmou que, devido às campanhas de conscientização, o uso de preservativo entre profissionais do sexo é alto.
O governo brasileiro recusou uma ajuda de US$ 40 milhões do programa de combate ao HIV/AIDS dos Estados Unidos em 2005, pois o governo norte-americano exigia que todos os beneficiários assinassem um compromisso anti-prostituição. O programa brasileiro de combate à AIDS emprega trabalhadoras do sexo para distribuir informações e preservativos gratuitos. O então coordenador do programa, Pedro Chequer, declarou: "As trabalhadoras do sexo fazem parte da implementação da nossa política de combate à AIDS e decidem como promovê-la. Elas são nossas parceiras. Como poderíamos pedir que prostitutas se posicionassem contra si mesmas?"
Um artigo do Washington Post afirmou que o programa brasileiro de combate à AIDS é considerado pelas Nações Unidas o mais bem-sucedido do mundo em desenvolvimento.